# Мірта Великоня Грбач
Мірта Великоня Грбач (словен. Mirta Velikonja Grbac; нар. 3 грудня 1998, м. Шемпетер-при-Гориці) — словенська волейболістка, центральний блокуючий. У складі національної збірної виступала на чемпіонаті Європи 2023 року.

## Клуби
| Роки      | Команди                     |
| --------- | --------------------------- |
| 2015—2020 | GEN-I Volley (Нова Гориця)  |
| 2020—2022 | «Нова КБМ Бранік» (Марибор) |
| 2022—2023 | СК «Прометей»               |
| 2023—2024 | «Лугож»                     |
| 2024—     | «Динамо» (Бухарест)         |

## Досягнення
- Срібна євроліга

: 2021, 2022
- Кубок виклику ЄКВ

: 2019
- Середньоєвропейська ліга (MEVZA)

: 2022
- Чемпіонат Словенії

: 2019, 2021, 2022
: 2016, 2017
- Кубок Словенії

: 2022
: 2016, 2019

## Статистика
Статистика виступів в єврокубках:
| Сезон   | Клуб                       | Турнір         | Ігри | Сети | Очки | Ср.  | Примітки |
| ------- | -------------------------- | -------------- | ---- | ---- | ---- | ---- | -------- |
| 2018/19 | GEN-I Volley (Нова Гориця) | Кубок виклику  | 10   | 36   | 80   | 2,22 |          |
| 2019/20 | GEN-I Volley (Нова Гориця) | Кубок ЄКВ      | 2    | 5    | 10   | 2    |          |
| 2020/21 | «Бранік» (Марибор)         | Кубок ЄКВ      |      |      |      |      |          |
| 2021/22 | «Бранік» (Марибор)         | Кубок ЄКВ      | 2    | 9    | 18   | 2    |          |
| 2022/23 | СК «Прометей»              | Ліга чемпіонів | 6    | 16   | 31   | 1,94 |          |
| 2023/24 | «Лугож»                    | Кубок виклику  | 8    | 26   | 60   | 2,31 |          |
| 2025/26 | «Динамо» (Бухарест)        | Кубок ЄКВ      |      |      |      | ,    |          |

Статистика виступів у збірній:
| Рік    | Команда  | Турнір           | Ігри | Сети | Очки | Ср.  | Місце | Примітки |
| ------ | -------- | ---------------- | ---- | ---- | ---- | ---- | ----- | -------- |
| 2021   | Словенія | Срібна євроліга  | 7    | 25   | 81   | 3,24 |       |          |
| 2022   | Словенія | Срібна євроліга  | 7    | 26   | 62   | 2,38 |       |          |
| 2023   | Словенія | Чемпіонат Європи | 3    | 10   | 15   | 1,5  |       |          |
| Всього | Всього   | Всього           |      |      |      | ,    |       |          |

## Галерея
Мірта Великоня Грбач (№ 11) у матчі відбіркового турніру на чемпіонат Європи проти команди Австрії 20 серпня 2022 року.

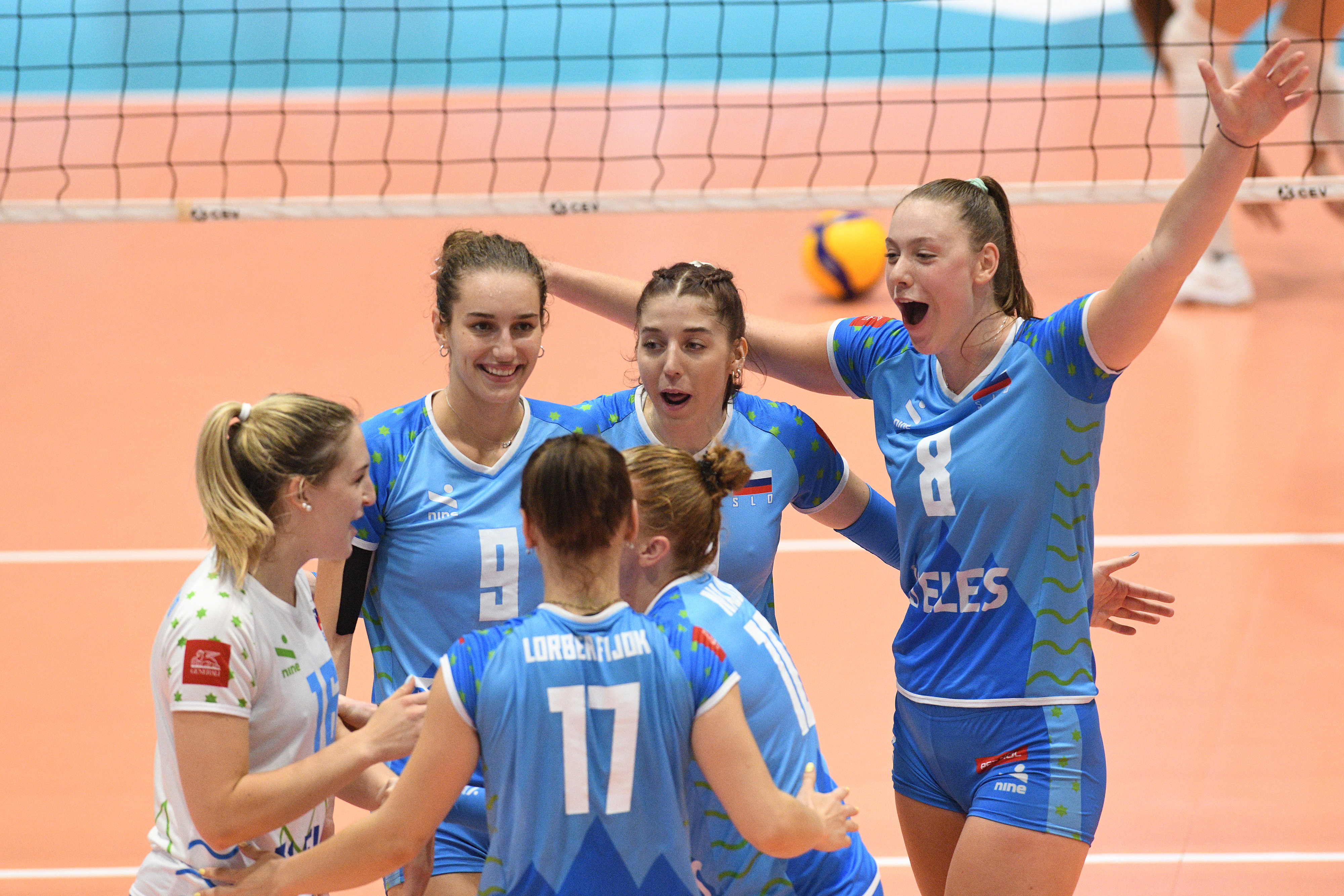
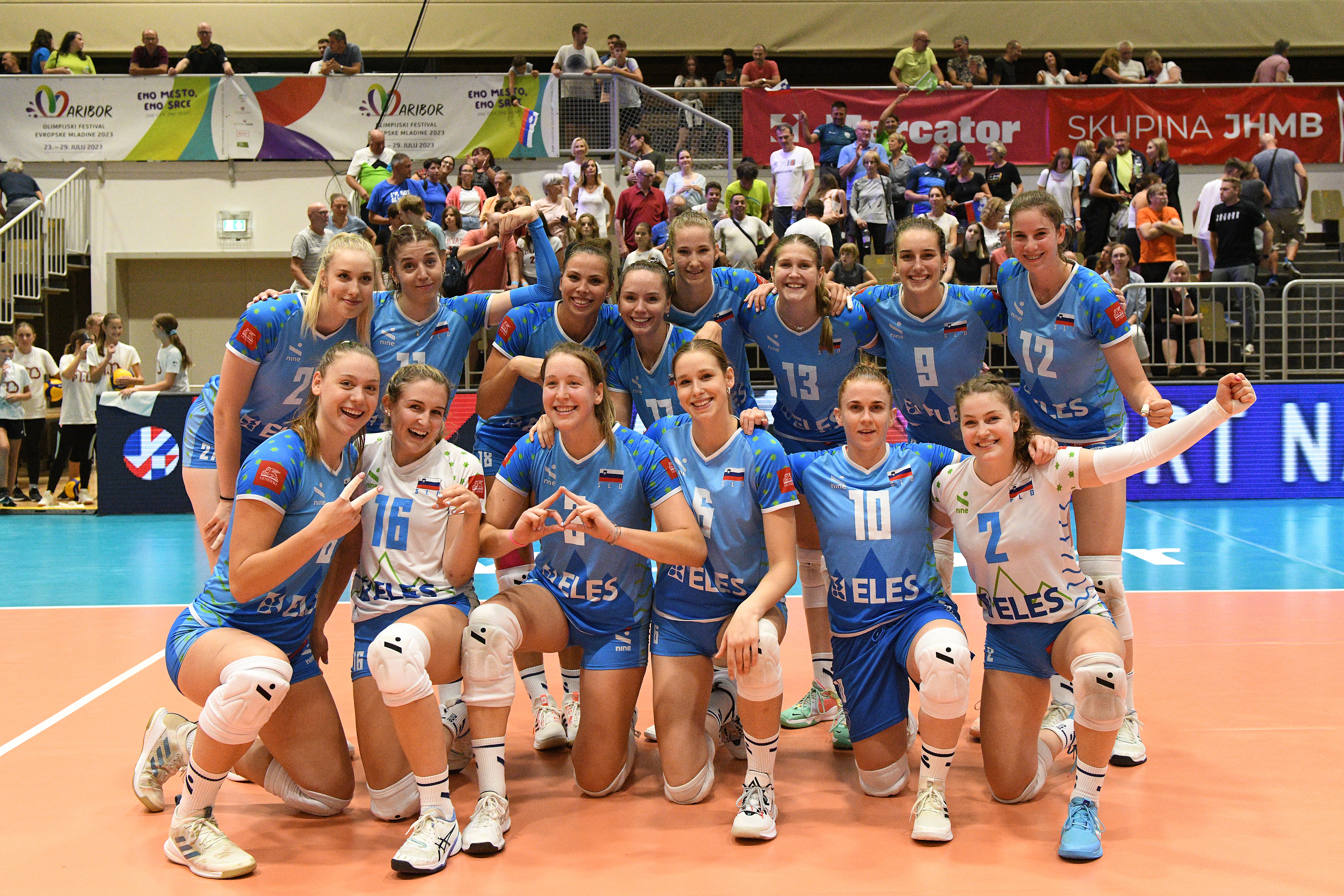
Друга зліва у верхньому ряду